# U-Zプロジェクト
U-Zプロジェクト (ユー・ズィー・プロジェクト、U-Z Project)は、イギリスのキーボーディスト／エレクトリック・ヴァイオリニストのエディ・ジョブソンのソロ・プロジェクトである。

## 概要
2009年6月の日本公演以降、UKZの活動が、メンバーのスケジュールや楽曲の完成の遅れなどの理由から困難となったことを受けて、ジョブソンはUKZの派生プロジェクトとして、ライブ・バンド、U-Zプロジェクトを結成した。バンドはジョブソンを中核とし、技巧派のサポート・ミュージシャンで構成されており、ジョブソン以外のメンバーはツアー毎に変化する。レパートリーにはUKやUKZの楽曲の他、キング・クリムゾン、マハヴィシュヌ・オーケストラ、エマーソン・レイク・アンド・パーマーなど、1970年代のプログレッシブ・ロックの楽曲も含まれている。

## 活動
2009年8月、エディ・ジョブソン (キーボード、ヴァイオリン)、グレッグ・ハウ (ギター)、クリストファー・ポール・ロビンソン（ギター）、トレイ・ガン (ウォー・ギター)、マルコ・ミンネマン (ドラム)、サイモン・フィリップス (ドラム)を含む最初のラインナップが、東海岸ツアーを行った。
同年11月には、ジョブソン、ハウ、ミネマンに加えてジョン・ウェットン (ボーカル、ベース)とトニー・レヴィン (チャップマン・スティック)を迎え、ポーランドでライブを行った。ジョブソンとウェットンの共演は、1979年12月17日のU.K.のオランダ公演以来、およそ30年ぶりであり、ここにおいて3日間だけU.K.が”再結成”された。ポーランドではこのライブは、"U.K. 30th Anniversary"としてプロモートされた。
ウェットン、レヴィンと別れたジョブソンは、リック・フィエラブラッチ (ベース)を加え、ロシアやローマでライブを行った。ロシアでは「キング・クリムゾン・プロジェクト」というバンド名を使用し、レヴィンを再度加えて、エイドリアン・ブリュー・パワー・トリオ (Adrian Belew Power Trio)とも共演を果たし、「インディシプリン」「レッド」などキング・クリムゾンの楽曲を演奏した。
2010年6月、ドラムのミンネマンに加え、マーク・ボニーラ (ボーカル、ギター)、TJヘルメリッチ (ギター)、ビリー・シーン (ベース)、マイク・マンジーニ (ドラム)を迎えラインナップを大幅に変更したジョブソンは、前年のUKZに引き続き再び来日を果たした。

## ディスコグラフィ

### アルバム
- 『アルティメット・ゼロ・ツアー - ライヴ』 - Ultimate Zero Tour - Live (2010年)